# Hugo Damián González
Hugo Damián González (San Miguel de Tucumán, Tucumán, 27 de noviembre de 1982) es un exfutbolista argentino que jugaba como volante.

## Trayectoria

### Atlético Tucumán
González debutó con la camiseta de Atlético Tucumán en el 2001. Jugó en el decano hasta el año 2004.

### Ñuñorco
En el 2004 pasó a Ñuñorco. En el equipo de Monteros tuvo un breve paso.

### Talleres de Perico
Para la temporada 2005/06 llegó a Talleres de Perico. En el equipo jujeño disputó una temporada.

### La Florida
En el 2006 volvió a Tucumán y se sumó a La Florida. En el tricolor jugó hasta el 2008.

### Sportivo Guzmán
En 2009 se sumó a Sportivo Guzmán. En el equipo de Villa 9 de Julio tuvo un corto paso.

### Guaraní Antonio Franco
Luego de su paso por Sportivo se mudó a Misiones, para jugar en Guaraní Antonio Franco.

### Atlético Uruguay
En 2015 llegó a Atlético Uruguay. En su primer año con el equipo entrerriano obtuvo el ascenso al Federal B.

### Pellegrini
En 2016 volvió al Noroeste Argentino y se unió a Pellegrini de Salta.

## Clubes
| Club                   | País      |
| ---------------------- | --------- |
| Atlético Tucumán       | Argentina |
| Ñuñorco                | Argentina |
| Talleres de Perico     | Argentina |
| La Florida             | Argentina |
| Sportivo Guzmán        | Argentina |
| Guaraní Antonio Franco | Argentina |
| Atlético Uruguay       | Argentina |
| Pellegrini             | Argentina |